# Fedia Damianov
Fedia Damianov (em búlgaro:  Федя Дамянов, Vidin, Vidin, 14 de agosto de 1950) é um ex-canoísta búlgaro especialista em provas de velocidade.

## Carreira
Foi vencedor da medalha de bronze em C-2 1000 m em Munique 1972, junto com o seu colega de equipa Ivan Burtchin.